# Mucha śrubowa
Mucha śrubowa (Cochliomyia hominivorax) – groźny pasożyt zwierząt i ludzi. Mucha śrubowa przypomina muchę domową, jest jednak od niej trzy razy większa. Występuje na obszarze subtropikalnych krajów Ameryki Północnej i Południowej.

## Cykl życia

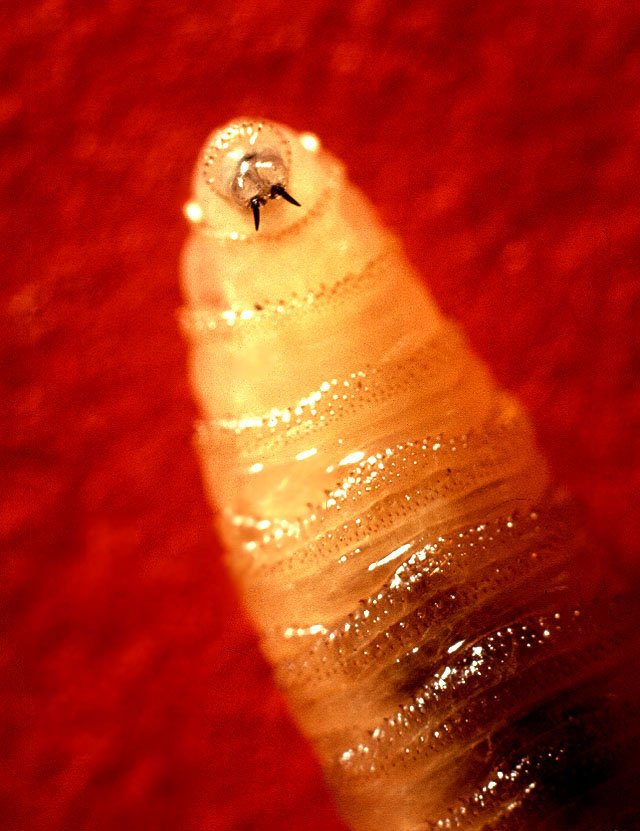
Larwa

Samice Cochliomyia hominivorax składają 250–500 jaj w ranach zwierząt ciepłokrwistych (także w ranach człowieka). Po okresie tygodnia wylęgają się z jaj larwy, które osiągają długość jednego centymetra. Żerują i rozwijają się w mięśniach żywiciela. Robaki potrafią spowodować uszkodzenia tkanki, a nawet śmierć gospodarza. Po ok. 3–6 dniach larwa opuszcza ciało żywiciela, przemienia się w postać dorosłą (w glebie) 7 dni później. Owady te kopulują tylko raz w czasie swojego życia. 
Cały cykl życia trwa około 20 dni.

## Tępienie
Mucha śrubowa występowała pierwotnie na obszarze całej Ameryki. W Stanach Zjednoczonych udało się ją wytępić w 1982 r. dzięki zastosowaniu techniki wypuszczenia wysterylizowanych owadów. Pozbyto się jej także z obszaru Gwatemali, Belize w 1994 r., Salwadoru w 1995 r. i Hondurasu w 1996 r. Obecnie trwają starania mające na celu wyniszczenie muchy śrubowej na terenie Meksyku, Nikaragui, Kostaryki, Panamy i Jamajki.